# Dumuria
Dumuria (en bengali : ডুমুরিয়া) est une upazila du Bangladesh dans le district de Khulna. En 1991, on y dénombrait 256 503 habitants.